# Das Kleid (Kurzfilm)
Das Kleid (Originaltitel Sukienka) ist ein polnischer Kurzfilm von 2020 unter der Regie von Tadeusz Łysiak, der gemeinsam mit dem Produzenten des Films Maciej Ślesicki für und mit dem Film für einen Oscar in der Kategorie „Bester Kurzfilm“ nominiert war, den Vortritt jedoch Riz Ahmed und Aneil Karia und deren Film The Long Goodbye überlassen musste, der Rechtsextremismus und Islamophobie zum Thema hat.

## Inhalt
Julka ist kleinwüchsig. Sie arbeitet in einem Motel, das am Rand einer Straße, die zur Autobahn führt, liegt. Man lässt sie immer wieder spüren, dass sie nicht der Norm entspricht und anders ist. Von den anderen permanent abgelehnt zu werden, ist für die junge Frau nur schwer zu ertragen, ebenso wie die Einsamkeit, die Folge der Ablehnung durch die anderen ist. Einzig Renata, eine ältere Kollegin Julkas, bringt ihr Verständnis und ein wenig Zuneigung entgegen.
Was Julka ganz besonders schmerzlich vermisst, ist die Liebe zu einem Mann, auch die körperliche Liebe. Als sie den Truckerfahrer Bogdan kennenlernt, scheint es, als wende sich das Blatt. Julka hofft inständig, dass sich ihr Lebenstraum doch noch erfüllt. Sie braucht jetzt aber erst einmal ein passendes Kleid. Schon das gestaltet sich extrem schwierig, da es kaum Kleidung für kleinwüchsige Frauen gibt und Kinderkleidung wenig passend ist, wenn man ein Kleid haben möchte, das sexy ist. Letztendlich macht Julka die Erfahrung, die sie so gern machen wollte und schläft mit Bogdan. Allerdings läuft das sehr unschön ab und hat nichts mit Julkas Vorstellungen, wie das erste Mal mit einem Mann sein könnte, gemein – ganz im Gegenteil.

## Produktionsnotizen, Veröffentlichung
Es handelt sich um eine Dobro Produktion der Warszawska Szkola Filmowa sowie von Milo – Post Production Studio und Glosno. Kofinanziert wurde die Produktion vom Polski Instytut Sztuki Fimowej.
Erstmals vorgestellt wurde der Film am 2. Juni 2020 auf dem Krakow Film Festival in Polen. Am 8. Juli 2020 war er dann auf dem Karlovy Vary Film Festival in der Tschechischen Republik zu sehen und am 4. September 2020 auf den Koszalin Debut Film Festivals in Polen. In Russland wurde er am 3. Oktober 2020 auf dem Moscow International Film Festival vorgestellt. Ebenfalls zu sehen war er am 15. Oktober 2020 auf dem Warsaw Film Festival in der polnischen Hauptstadt.
In Deutschland hatte der Film am 18. Juni 2022 Premiere im Programm von Arte und wurde einen Tag später, am 19. Juni 2022 im Spätprogramm der ARD gezeigt. In Frankreich wurde  der Film ebenfalls am 19. Juni 2022 im dortigen Fernsehen vom Sender Arte gezeigt. Veröffentlicht wurde er zudem in Kanada, Spanien und im Vereinigten Königreich, dort unter dem internationalen Titel The Dress. In den Vereinigten Staaten erschien er 2022 als Video bei HBO Max.

## Rezeption

### Kritik
Auf der Seite Testkammer bewertete Doreen Matthei den Film mit 8,5 von 10 möglichen Punkten und führte aus. Der Kurzfilm überzeuge „als Portrait einer Frau, die sich nach körperlicher Nähe“ sehne, „der aber von der Gesellschaft beinahe automatisch dieses Recht abgesprochen“ werde. Der Regisseur befasse sich einfühlsam mit der Einsamkeit und der „Suche nach Nähe“ der jungen Frau und finde dafür „die richtigen Bilder“. Lob gebühre ihm auch dafür, dass sich „die Kamera immer auf“ der „Augenhöhe“ der Hauptfigur bewege, sodass man als Zuschauer „niemals auf sie herabblicken“ müsse. Die Kameraarbeit gehe so „wunderbar Hand in Hand mit der gelungenen Inszenierung.“ Die „großartige Darstellerin Anna Dzieduszycka“ trage den Film, indem sie „die emotionale Achterbahn perfekt“ meistere und „sofort alle Sympathien auf sich“ ziehe. Der Film sei „verdientermaßen für den Oscar nominiert“ worden. Fazit: „‚The Dress‘ ist ein Film von Tadeusz Lysiak, der auf berührende Weise von Einsamkeit und der Sehnsucht nach Nähe und Liebe erzählt. Dabei wählt er eine authentische Bildsprache, besticht mit der hervorragenden Hauptdarstellerin Anna Dzieduszycka und erweitert den Blick auf ein oft übersehenes Thema, wenn es um körperlich beeinträchtigte Menschen geht.“
In der New York Times schrieb Jeannette Catsoulis, der polnische Film The Dress basiere auf einer klugen und wundervollen Hauptrolle von Anna Dzieduszycka und folge Julka, einem Mädchen im Motel mit Zwergwuchs, während sie versuche, ihre Einsamkeit zu lindern und ihre Jungfräulichkeit zu verlieren. Ein Date mit einem gutaussehenden Lkw-Fahrer verspreche beides – allerdings mit beunruhigenden Folgen. Gefilmt sei das Werk in wunderschön weichem Licht und in kunstvollen Nahaufnahmen von Tadeusz Łysiak inszeniert. Der berührende und gleichzeitig verstörende Blick auf Sex und Behinderung erinnere uns daran, dass große, dunkle Fremde nicht immer ein romantischer Schatz seien.
Bei Kinoculture Montréal befasste sich Elie Castiel in ihrer Kurzkritik mit dem Film und schrieb, dass der Filmemacher, dessen dritter Kurzfilm dies sei, keine Kompromisse mache. Sein Ziel sei es, uns eine soziale Situation vorzustellen, die im Gegensatz zu dem, was die Menschen uns glauben machen wollten, von Religiosität durchdrungen sei und dennoch so gut es gehe ihre eigenen Regeln definiere. Männer würden im Allgemeinen von Sex getrieben. Schnell verbraucht, schnell vergessen. Das Ergebnis sei eine tiefe, traurige Einsamkeit, die Łysiaks Inszenierung meisterhaft verdeutliche.
Pat Mullen von Thats Helf zeigte sich mit allen in diesem Jahr nominierten Kurzfilmen unzufrieden und meinte, es sei schwer, sich für einen von ihnen zu begeistern. The Dress sei eine ausgefallene Charakterstudie, zu der die Zuschauer wahrscheinlich nicht „Ja“ sagen würden. Die Hauptdarstellerin sei zwar außergewöhnlich gut in ihrer Rolle einer polnischen Zwergin, die verdammt geil und DTF sei, man wünsche sich aber, der Film würde seine Absichten besser umsetzen. Der Filme werde schnell eintönig und seine Geschichte, oder besser gesagt das Fehlen einer Geschichte, tue Anna Dzieduszycka keinen Gefallen. Es sei eine Plackerei.

### Auszeichnungen
- 2020: Camerimage (Student Etudes Competition): Nominierung Konrad Bloch für den Bronze Tadpole
- 2020: Polish Film Festival: Nominierung Tadeusz Łysiak für den Lucjan GBokinc Awards in der Kategorie „Bester Film“
- 2020: Polish Film Festival: Gewinner des Heliograf Awards Konrad Bloch in der Kategorie „Beste Kamera“
- 2020: Internationales Filmfestival Moskau: Nominierung Tadeusz Łysiak in der Kategorie „Bester Kurzfilm“
- 2020: Koszaliński Festiwal Debiutów Filmowych „Młodzi i Film“: Nominierung Tadeusz Łysiak in der Kategorie „Fabelhafte Kurzfilmdebüts“
- 2021: Atlanta Film Festival: Gewinner des Jury Awards Tadeusz Łysiak in der Kategorie „Bester narrativer Kurzfilm“
- 2022: Fargo Film Festival: Gewinnerin Anna Dzieduszycka in der Kategorie „Beste Schauspielerin“
- 2022: Directors Guild of Poland: Nominierung Tadeusz Łysiak in der Kategorie „Beste Regie“
- 2022: Oscarnominierung für Tadeusz Łysiak und Maciej Ślesicki in der Kategorie „Bester Kurzfilm“